# Unbreakable Kimmy Schmidt
Unbreakable Kimmy Schmidt ist eine US-amerikanische Comedy-Fernsehserie, deren erste Staffel am 6. März 2015 vom Video-on-Demand-Anbieter Netflix international veröffentlicht wurde. Die Serie wurde 2013 für das US-Network NBC von Tina Fey und Robert Carlock entwickelt und später von Netflix übernommen. Nach vier Staffeln wurde die Serie im Januar 2019 eingestellt. Im Mai 2019 wurde unter dem Namen „Unbreakable Kimmy Schmidt: Kimmy vs. the Reverend“ ein interaktives Spezial in Spielfilmlänge angekündigt, welches am 14. Mai 2020 in Amerika und am 5. August 2020 in Deutschland veröffentlicht wurde.

## Handlung
Als Kimmy Schmidt zusammen mit drei weiteren Frauen einer an den Weltuntergang glaubenden Sekte nach 15 Jahren in einem Bunker entkommt, beschließt sie, sich ein neues Leben in New York aufzubauen. In New York angekommen findet sie beim schwulen Schauspieler Titus, welcher sich als Iron-Man-Pantomime am Times Square über Wasser hält, eine neue Unterkunft in Form einer Abstellkammer. Anschließend findet sie einen Job als Kindermädchen einer reichen Familie.

## Besetzung und Synchronisation

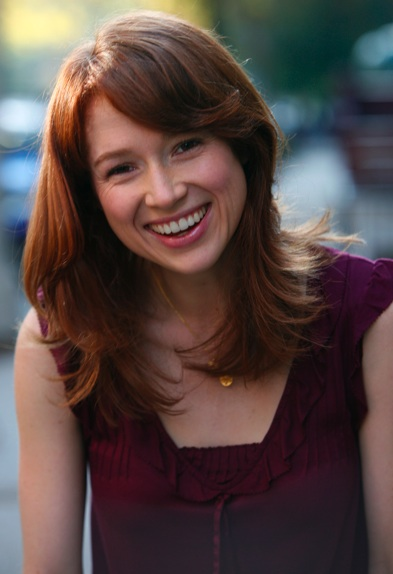
Ellie Kemper spielt Kimmy Schmidt
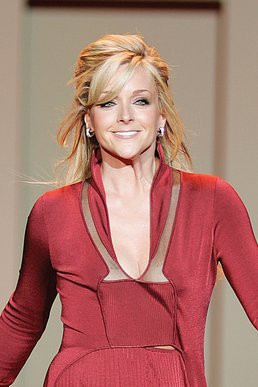
Jane Krakowski spielt Jacqueline Voorhees

Die ersten zwei Staffeln wurden bei der Studio Hamburg Synchron vertont, anschließend wurde die Serie bei der postperfect Hamburg synchronisiert. Daniel May schrieb die Dialogbücher der ersten beiden Staffeln. Ab der dritten Staffel wurden die Bücher von Sabine Frommann, Sygun Liewald und Klaus Pfeiffer verfasst. Patrick Bach führt seit der ersten Staffel die Dialogregie.
| Rolle               | Schauspieler   | Hauptrolle | Nebenrolle                                   | Synchronsprecher      |
| ------------------- | -------------- | ---------- | -------------------------------------------- | --------------------- |
| Kimmy Schmidt       | Ellie Kemper   | 1.01–4.12  |                                              | Merete Brettschneider |
| Titus Andromedon    | Tituss Burgess | 1.01–4.12  |                                              | Oliver Böttcher       |
| Lillian Kaushtupper | Carol Kane     | 1.01–4.12  |                                              | Anja Topf             |
| Jacqueline White    | Jane Krakowski | 1.01–4.12  |                                              | Katrin Decker         |
| Mimi Kanassis       | Amy Sedaris    |            | 1.01–4.12                                    | Marianne Bernhardt    |
| Cyndee Pokorny      | Sara Chase     |            | 1.01–4.12                                    | Jennifer Böttcher     |
| Gretchen Chalker    | Lauren Adams   |            | 1.01–4.12                                    | Mareike Fell          |
| Xanthippe Voorhees  | Dylan Gelula   |            | 1.02–1.07, 1.10, 2.02, 3.04–3.12, 4.06, 4.12 | Dorothee Sturz        |
| Buckley Voorhees    | Tanner Flood   |            | 1.01–1.10, 2.05                              | Lucca Bach            |
| Mickey Politano     | Mike Carlsen   |            | 1.05, 2.01–4.12                              | Andreas Brucker       |
| Dong Nguyen         | Ki Hong Lee    |            | 1.06–2.08                                    | Tobias Diakow         |
| Marcia Clark        | Tina Fey       |            | 1.11–1.13                                    | Susanne Sternberg     |
| Andrea Bayden       | Tina Fey       |            | 2.09–2.12, 3.11                              | Frauke Poolman        |
| Dr. Dave            | Jeff Goldblum  |            | 2.11                                         | Gerhart Hinze         |
| Lori-Ann Schmidt    | Lisa Kudrow    |            | 2.13, 4.12                                   | Christin Marquitan    |
| Wendy Hebert        | Laura Dern     |            | 3.03                                         | Marion von Stengel    |
| Dionne Warwick      | Maya Rudolph   |            | 3.08                                         | Christin Marquitan    |
| Paulie Fiuccillo    | Ray Liotta     |            | 3.10                                         | Udo Schenk            |
| Sheba Goodman       | Busy Philipps  |            | 4.6, 4.10                                    |                       |
| Mysterious Man      | Jon Bernthal   |            | 4.6                                          |                       |
| Ilan                | Jon Bernthal   |            | 4.7                                          |                       |

Anmerkungen
1. ↑  Meist unregelmäßige Auftritte im genannten Zeitraum

## Produktion
Im November 2013 gab NBC die Bestellung der Fernsehserie bekannt, welche von den Produzenten der Serie 30 Rock stammt, und vorerst 13 Episoden bekommen sollte. Ein Jahr nach der Bestellung durch NBC wurde bekannt, dass die Serie vom VoD-Anbieter Netflix übernommen und eine zweite Staffel bestellt wurde. Netflix gab die bereits entwickelte Serie als Netflix-Originalserie für alle regionalen Angebote zeitgleich am 6. März frei.
Im Juni 2017 wurde eine vierte Staffel angekündigt. Die ersten sechs Episoden wurden am 30. Mai 2018 veröffentlicht, die restlichen Episoden im weiteren Verlauf des Jahres. Zudem wurde Anfang Mai 2018 bekanntgegeben, dass die vierte Staffel das Finale der Serie darstellen wird. Allerdings besteht die Möglichkeit, dass die Serie im Anschluss an die vierte Staffel eine Spielfilmfortsetzung erhält. Ein interaktives Spezial in Spielfilmlänge, unter dem Namen „Unbreakable Kimmy Schmidt: Kimmy vs. the Reverend“, wurde am 14. Mai 2020 in Amerika und am 5. August 2020 in Deutschland veröffentlicht.

## Episodenliste

### Staffel 1
| Nr. (ges.) | Nr. (St.) | Deutscher Titel                       | Originaltitel               | Erstausstrahlung USA | Deutschsprachige Erstausstrahlung (D/A/CH) | Regie                | Drehbuch                            |
| ---------- | --------- | ------------------------------------- | --------------------------- | -------------------- | ------------------------------------------ | -------------------- | ----------------------------------- |
| 1          | 1         | Kimmy verlässt den Bunker!            | Kimmy Goes Outside!         | 6. März 2015         | 6. März 2015                               | Tristram Shapeero    | Tina Fey & Robert Carlock           |
| 2          | 2         | Kimmy findet einen Job!               | Kimmy Gets a Job!           | 6. März 2015         | 6. März 2015                               | Tristram Shapeero    | Sam Means                           |
| 3          | 3         | Kimmy hat ein Date!                   | Kimmy Goes on a Date!       | 6. März 2015         | 6. März 2015                               | Beth McCarthy-Miller | Jack Burditt & Robert Carlock       |
| 4          | 4         | Kimmy geht zum Arzt!                  | Kimmy Goes to the Doctor!   | 6. März 2015         | 6. März 2015                               | Tristram Shapeero    | Jack Burditt und Robert Carlock     |
| 5          | 5         | Kimmy küsst einen Jungen!             | Kimmy Kisses a Boy!         | 6. März 2015         | 6. März 2015                               | Linda Mendoza        | Tina Fey & Robert Carlock           |
| 6          | 6         | Kimmy geht zur Schule!                | Kimmy Goes to School!       | 6. März 2015         | 6. März 2015                               | Michael Engler       | Tina Fey & Robert Carlock           |
| 7          | 7         | Kimmy geht auf eine Party!            | Kimmy Goes to a Party!      | 6. März 2015         | 6. März 2015                               | Nicole Holofcener    | Robert Carlock                      |
| 8          | 8         | Kimmy ist schlecht in Mathe!          | Kimmy is Bad at Math!       | 6. März 2015         | 6. März 2015                               | Michael Engler       | Tina Fey & Robert Carlock           |
| 9          | 9         | Kimmy hat Geburtstag!                 | Kimmy has a Birthday!       | 6. März 2015         | 6. März 2015                               | Todd Holland         | Jack Burditt und Robert Carlock     |
| 10         | 10        | Kimmy ist in einer Dreiecksbeziehung! | Kimmy's in a Love Triangle! | 6. März 2015         | 6. März 2015                               | Jeff Richmond        | Robert Carlock und Azie Mira Dungey |
| 11         | 11        | Kimmy fährt Rad!                      | Kimmy Rides a Bike!         | 6. März 2015         | 6. März 2015                               | Beth McCarthy-Miller | Tina Fey & Robert Carlock           |
| 12         | 12        | Kimmy geht vor Gericht!               | Kimmy Goes to Court!        | 6. März 2015         | 6. März 2015                               | Ken Whittingham      | Emily Altman und Jack Burditt       |
| 13         | 13        | Kimmy macht Waffeln!                  | Kimmy Makes Waffles!        | 6. März 2015         | 6. März 2015                               | Tristram Shapeero    | Robert Carlock                      |

### Staffel 2
| Nr. (ges.) | Nr. (St.) | Deutscher Titel                            | Originaltitel                  | Erstausstrahlung USA | Deutschsprachige Erstausstrahlung (D/A/CH) | Regie                | Drehbuch                      |
| ---------- | --------- | ------------------------------------------ | ------------------------------ | -------------------- | ------------------------------------------ | -------------------- | ----------------------------- |
| 14         | 1         | Kimmy geht Rollschuhlaufen!                | Kimmy Goes Roller Skating!     | 15. Apr. 2016        | 15. Apr. 2016                              | Tristram Shapeero    | Tina Fey                      |
| 15         | 2         | Kimmy hat eine Verabredung zum Spielen!    | Kimmy Goes on a Playdate!      | 15. Apr. 2016        | 15. Apr. 2016                              | Jeff Richmond        | Robert Carlock                |
| 16         | 3         | Kimmy geht ins Theater!                    | Kimmy Goes to a Play!          | 15. Apr. 2016        | 15. Apr. 2016                              | Linda Mendoza        | Sam Means                     |
| 17         | 4         | Kimmy entführt Gretchen!                   | Kimmy Kidnaps Gretchen!        | 15. Apr. 2016        | 15. Apr. 2016                              | Robert Carlock       | Allison Silverman             |
| 18         | 5         | Kimmy gibt auf!                            | Kimmy Gives Up!                | 15. Apr. 2016        | 15. Apr. 2016                              | Ken Whittingham      | Josh Siegal & Dylan Morgan    |
| 19         | 6         | Kimmy fährt ein Auto!                      | Kimmy Drives a Car!            | 15. Apr. 2016        | 15. Apr. 2016                              | Shawn Levy           | Dan Rubin                     |
| 20         | 7         | Kimmy geht in eine Bar!                    | Kimmy Walks Into a Bar!        | 15. Apr. 2016        | 15. Apr. 2016                              | Maggie Carey         | Leila Starchan                |
| 21         | 8         | Kimmy geht ins Hotel!                      | Kimmy Goes to a Hotel!         | 15. Apr. 2016        | 15. Apr. 2016                              | Steve Buscemi        | Tina Fey & Sam Means          |
| 22         | 9         | Kimmy trifft eine betrunkene Frau!         | Kimmy Meets a Drunk Lady!      | 15. Apr. 2016        | 15. Apr. 2016                              | Claire Scanlon       | Meredith Scardino             |
| 23         | 10        | Kimmy geht zu ihrem glücklichen Plätzchen! | Kimmy Goes to Her Happy Place! | 15. Apr. 2016        | 15. Apr. 2016                              | John Riggi           | Emily Altman & Robert Carlock |
| 24         | 11        | Kimmy trifft einen Promi!                  | Kimmy Meets a Celebrity!       | 15. Apr. 2016        | 15. Apr. 2016                              | Tristram Shapeero    | Josh Siegal & Dylan Morgan    |
| 25         | 12        | Kimmy sieht einen Sonnenuntergang!         | Kimmy Sees a Sunset!           | 15. Apr. 2016        | 15. Apr. 2016                              | Beth McCarthy-Miller | Azie Dungey & Dan Rubin       |
| 26         | 13        | Kimmy findet ihre Mutter!                  | Kimmy Finds Her Mom!           | 15. Apr. 2016        | 15. Apr. 2016                              | Michael Engler       | Tina Fey & Sam Means          |

### Staffel 3
| Nr. (ges.) | Nr. (St.) | Deutscher Titel                    | Originaltitel                   | Erstausstrahlung USA | Deutschsprachige Erstausstrahlung (D/A/CH) | Regie                | Drehbuch                              |
| ---------- | --------- | ---------------------------------- | ------------------------------- | -------------------- | ------------------------------------------ | -------------------- | ------------------------------------- |
| 27         | 1         | Kimmy lässt sich scheiden?!        | Kimmy Gets Divorced?!           | 19. Mai 2017         | 19. Mai 2017                               | Tristram Shapeero    | Robert Carlock & Meredith Scardino    |
| 28         | 2         | Kimmys Mitbewohner beyonciert!     | Kimmy's Roommate Lemonades!     | 19. Mai 2017         | 19. Mai 2017                               | Tristram Shapeero    | Tina Fey & Sam Means                  |
| 29         | 3         | Kimmy kann dir nicht helfen!       | Kimmy Can’t Help You!           | 19. Mai 2017         | 19. Mai 2017                               | Don Scardino         | Allison Silverman                     |
| 30         | 4         | Kimmy geht zur Uni!                | Kimmy Goes to College!          | 19. Mai 2017         | 19. Mai 2017                               | Gail Mancuso         | Dan Rubin                             |
| 31         | 5         | Kimmy tritt auf eine Spalte!       | Kimmy Steps on a Crack!         | 19. Mai 2017         | 19. Mai 2017                               | Jeff Richmond        | Leila Strachan                        |
| 32         | 6         | Kimmy ist eine Feministin!         | Kimmy is a Feminist!            | 19. Mai 2017         | 19. Mai 2017                               | Don Scardino         | Grace Edwards & Sam Means             |
| 33         | 7         | Kimmy lernt etwas über das Wetter! | Kimmy Learns About the Weather! | 19. Mai 2017         | 19. Mai 2017                               | Claire Scanlon       | Lauren Gurganous & Meredith Scardino  |
| 34         | 8         | Kimmy puzzelt!                     | Kimmy Does a Puzzle!            | 19. Mai 2017         | 19. Mai 2017                               | Beth McCarthy-Miller | Tina Fey                              |
| 35         | 9         | Kimmy geht in die Kirche!          | Kimmy Goes to Church!           | 19. Mai 2017         | 19. Mai 2017                               | Jaffar Mahmood       | Azie Dungey & Max Werner              |
| 36         | 10        | Kimmy begeht einen Überfall!       | Kimmy Pulls Off a Heist!        | 19. Mai 2017         | 19. Mai 2017                               | Claire Scanlon       | Nick Bernardone & Bridger Winegar     |
| 37         | 11        | Kimmy googelt das Internet!        | Kimmy Googles the Internet!     | 19. Mai 2017         | 19. Mai 2017                               | Michael Engler       | Dan Rubin & Leila Strachan            |
| 38         | 12        | Kimmy und das Güterzug-Problem!    | Kimmy and the Trolley Problem!  | 19. Mai 2017         | 19. Mai 2017                               | Robert Carlock       | Sam Means                             |
| 39         | 13        | Kimmy beißt in eine Zwiebel!       | Kimmy Bites an Onion!           | 19. Mai 2017         | 19. Mai 2017                               | Ken Whittingham      | Meredith Scardino & Allison Silverman |

### Staffel 4
| Nr. (ges.) | Nr. (St.) | Deutscher Titel                          | Originaltitel                         | Erstausstrahlung USA | Deutschsprachige Erstausstrahlung (D/A/CH) | Regie                | Drehbuch                                                             |
| ---------- | --------- | ---------------------------------------- | ------------------------------------- | -------------------- | ------------------------------------------ | -------------------- | -------------------------------------------------------------------- |
| 40         | 1         | Kimmy ist... Little Girl, Big City!      | Kimmy Is... Little Girl, Big City!    | 30. Mai 2018         | 30. Mai 2018                               | Tristram Shapeero    | Sam Means                                                            |
| 41         | 2         | Kimmy hat ein Wochenende!                | Kimmy Has a Weekend!                  | 30. Mai 2018         | 30. Mai 2018                               | Tristram Shapeero    | Dan Rubin                                                            |
| 42         | 3         | Party Monster: Kratzen an der Oberfläche | Party Monster: Scratching the Surface | 30. Mai 2018         | 30. Mai 2018                               | Rhys Thomas          | Meredith Scardino                                                    |
| 43         | 4         | Kimmy sprengt das Paradigma!             | Kimmy Disrupts the Paradigm!          | 30. Mai 2018         | 30. Mai 2018                               | Claire Cowperthwaite | Leila Strachan                                                       |
| 44         | 5         | Kimmy und das Biest!                     | Kimmy and the Beest!                  | 30. Mai 2018         | 30. Mai 2018                               | Claire Scanlon       | Robert Carlock                                                       |
| 45         | 6         | Kimmy trifft eine alte Freundin!         | Kimmy Meets an Old Friend!            | 30. Mai 2018         | 30. Mai 2018                               | Jude Weng            | Nick Bernardone & Tina Fey                                           |
| 46         | 7         | Kimmy bekämpft ein Feuermonster!         | Kimmy Fights a Fire Monster!          | 25. Jan. 2019        | 25. Jan. 2019                              | Jaffar Mahmood       | Lauren Gurganous & Sam Means                                         |
| 47         | 8         | Kimmy steckt in einem Liebesviereck!     | Kimmy Is in a Love Square!            | 25. Jan. 2019        | 25. Jan. 2019                              | Jeff Richmond        | Dan Rubin & Matt Whitaker                                            |
| 48         | 9         | Kimmy lebt ein anderes Leben!            | Sliding Van Doors                     | 25. Jan. 2019        | 25. Jan. 2019                              | Michael Engler       | 1. Teil: Robert Carlock & Sam Means 2. Teil: Azie Dungey & Sam Means |
| 49         | 10        | Kimmy findet einen Lügner!               | Kimmy Finds a Liar!                   | 25. Jan. 2019        | 25. Jan. 2019                              | Maggie Carey         | Grace Edwards & Leila Strachan                                       |
| 50         | 11        | Kimmy ist reich!                         | Kimmy Is Rich!                        | 25. Jan. 2019        | 25. Jan. 2019                              | Todd Holland         | Meredith Scardino & Evan Waite                                       |
| 51         | 12        | Kimmy verabschiedet sich!                | Kimmy Says Bye!                       | 25. Jan. 2019        | 25. Jan. 2019                              | Beth McCarthy-Miller | Robert Carlock & Tina Fey                                            |

### Spezial
Im Mai 2019 wurde unter dem Namen „Unbreakable Kimmy Schmidt: Kimmy vs. the Reverend“ ein interaktives Spezial in Spielfilmlänge angekündigt, welches am 14. Mai 2020 in Amerika und am 5. August 2020 in Deutschland veröffentlicht wurde. In diesem interaktiven Spezial entscheiden die Zuschauer innerhalb von 15 Sekunden über Handlungen der Darsteller und beeinflussen somit die Geschichte und das Ende. Einige Entscheidungen führen dabei zum direkten Ende des Spezials.